# Rivière Attic
Pour les articles homonymes, voir Attic.
La rivière Attic est un affluent de la rive sud de la rivière Mégiscane, coulant successivement dans les cantons de Trévet, Sérigny et Crusson, dans le territoire de la ville de Senneterre, dans la municipalité régionale de comté (MRC) de La Vallée-de-l'Or, dans la région administrative de l’Abitibi-Témiscamingue, au Québec, au Canada.

## Toponymie
Le terme « Attic » est d'origine amérindienne de la nation algonquine. Ce terme signifie « caribou ». Ce toponyme paraît sur une carte géographique datant de 1932. Le toponyme « rivière Attic » a été officialisé le 5 décembre 1968. 

## Géographie
La rivière Attic prend sa source à l’embouchure du lac Durand (altitude : 414 m). Ce lac en forme de J s’alimente de la décharge du lac Racine (venant de l’est), du ruisseau Brûlé (venant du sud) et de deux ruisseaux venant du nord. Le chemin de fer du Canadien National coupe le milieu du lac Durand.
Le lac Durand est situé au :
- Sud-Est de la ligne de partage des eaux avec le sous-bassin versant de la zone de tête de la rivière Whitegoose (lac Maude et Ruisseau Riton) laquelle coule vers le nord pour aller se déverser sur la rive sud de la rivière Mégiscane ;
- au nord-ouest de la ligne de partage des eaux avec le sous-bassin versant de la zone de tête de la rivière Trévet, un affluent de la rivière Kekek.

L’embouchure du lac Durand est situé  au sud-est du chemin de fer du Canadien National (l’ancienne gare la plus prêt est celle du Dix), à l'est du centre-ville de Senneterre, à l'ouest du centre du village de Parent et au nord-est de la confluence de la rivière Attic avec la rivière Mégiscane.
Les principaux bassins versants voisins de la rivière Attic sont :
- Côté nord : rivière Mégiscane, rivière Collin ;
- Côté est : rivière Trévet, rivière Kekek, rivière Serpent ;
- Côté sud : rivière Marquis, rivière Assup ;
- Côté ouest : rivière Tavernier, rivière Mégiscane, ruisseau Signay.

La rivière Attic reçoit les eaux du lac Attic, coule vers l'ouest jusqu'a sa confluence rive droite avec rivière Mégiscane laquelle coule généralement vers l'ouest en formant de grands zigzags, jusqu’à la rive est du lac Parent. Ce dernier lac est traversé vers le nord par la rivière Louvicourt dont le courant va se déverser sur la rive sud du lac Tiblemont.
Cette confluence de la rivière Attic avec la rivière Mégiscane est située au nord-est de la confluence de la rivière Assup, au sud de la confluence de la rivière Collin avec la rivière Mégiscane, au sud-est du chemin de fer du Canadien National, au sud-ouest de l’embouchure du lac Faillon, et à l’est du centre-ville de Senneterre.
La rivière Attic coule entièrement en zone forestier au nord-est de la limite réserve faunique La Vérendrye. La foresterie constitue la principale activité économique de ce bassin versant ; les activités récréotouristiques, en second. La surface de la rivière est habituellement gelée de la mi-décembre à la mi-avril. Le cours inférieur de la rivière traverse de grandes zones de marais.
Le chemin de fer du Canadien National traverse sur toute sa longueur la vallée de la rivière Attic. Les trois arrêts ferroviaires (comportant un hameau) sont  Forsythe, Paradis et Press. Une route forestière dessert le côté nord du chemin de fer. Le sentier de motoneige Trans-Québec traverse cette vallée d’est en ouest, du côté sud du chemin de fer.